# イギリス国鉄370形電車

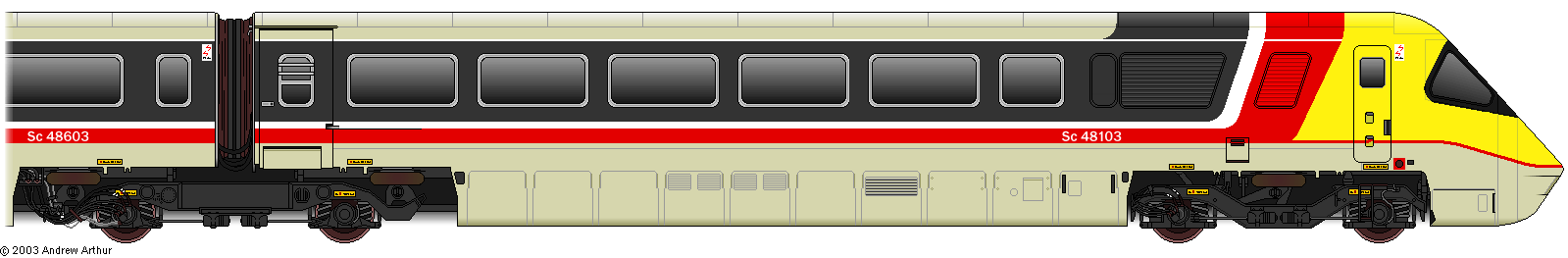
APT-Pの制御車

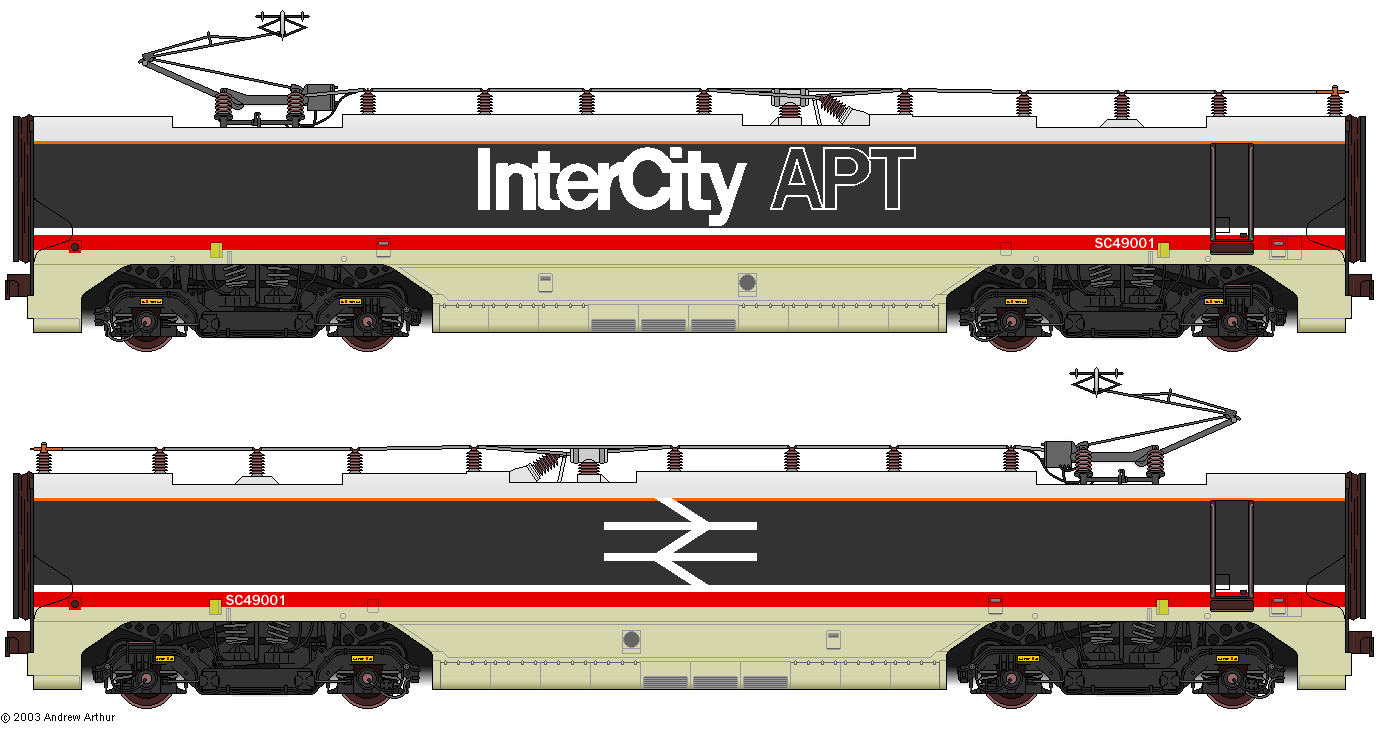
APT-Pの中間動力車

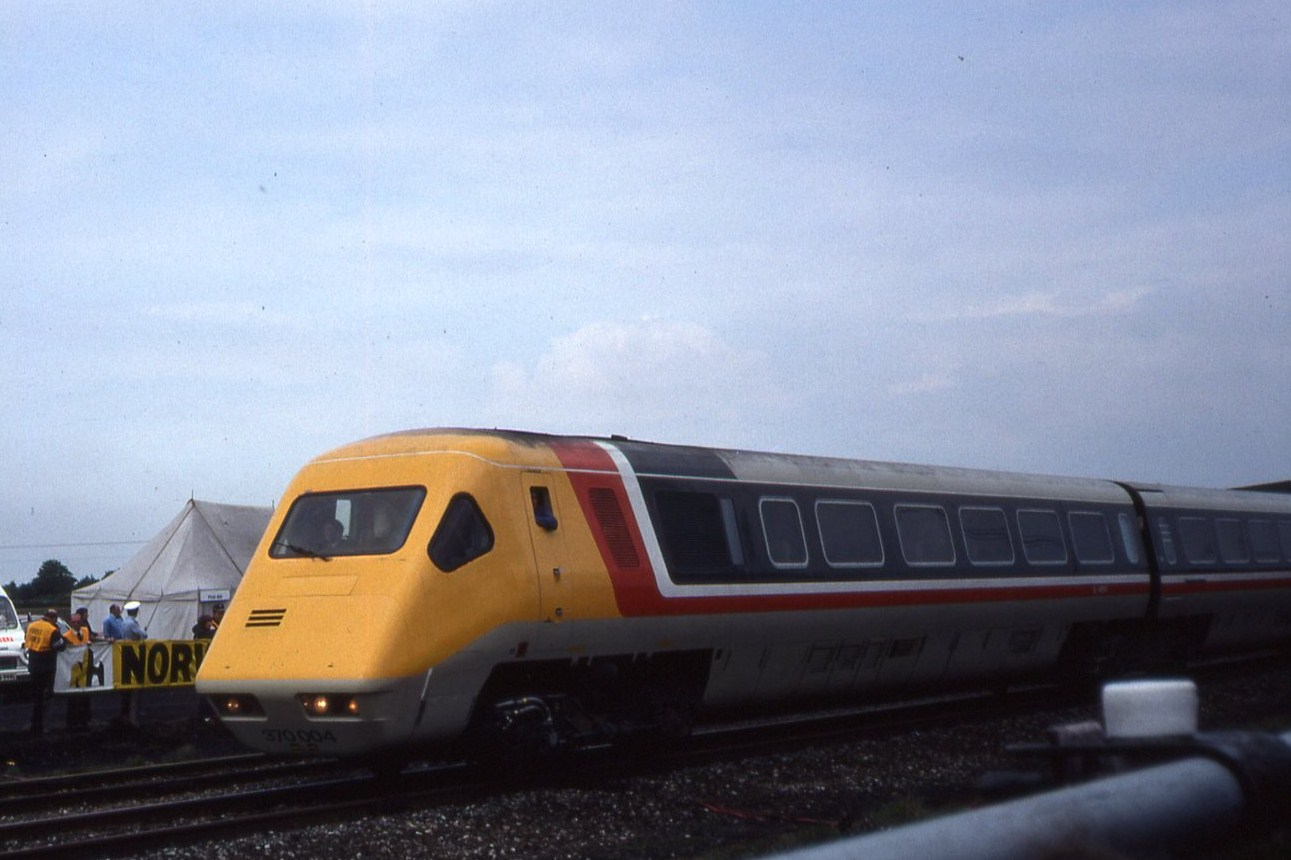
レインヒル・トライアル150周年会場にて

イギリス国鉄370形電車 (British Rail Class 370) はイギリス国鉄によるAPT（Advanced Passenger Train）の試作車両である。「APT-P」ともよばれている。

## 概要
APT-Pは「Advanced Passenger Train Prototype」を略したものである。APT開発初期のAPT-Eはガスタービン車方式であったが、370形では交流25000Vの架空電車線による電気車方式となっている。製造はイギリス国鉄傘下のen:BREL（British Rail Engineering Limited）社のダービー工場にて行われた。
14両編成で、両端に制御車を配し、両制御車から6両目までが連接台車となっていた（画像参照）。ボギー台車の動力車を編成中央に2両置き、動力車に設置されたパンタグラフから集電した（画像参照）。3編成製造され、制御車1両が予備として製造されたため、車両数は43両であった。編成中には1等車、2等車、食堂車がそれぞれ2組あり、動力車を境にして2つの列車を組み合わせた構造になっていた。動力車の車内は通常の通り抜けは不可能であった。
APT-Pは英国内において当時史上最強の出力であった。中間の2両の動力車に搭載された8台の主電動機を駆動して合計で8000英馬力 (≒6000kW) に達した。1979年12月20日には最高時速162.2マイル（261.0 km/h）を記録し、以後23年間記録を保持した。

## 歴史
イギリス国鉄では1970年代に入り、次世代の高速列車としてAPT（Advanced Passenger Train）の導入を計画した。1972年にはガスタービン式試作車としてAPT-Eを登場させたものの、オイルショックなどの影響で以後の車両は電気動力式に変更された。
当時のイギリス国鉄の大部分の路線では高速走行に見合った軌道が確保できておらず、軌道改良ではなく車両改良によって速度向上を図ることになった。そのために車体傾斜システムや、地上信号機との連動ブレーキシステムなどが開発された。
1981年から1984年にかけて、西海岸本線経由でロンドンとグラスゴーの間を結ぶ都市間列車（インターシティ）として試験運用された。しかしながらブレーキや車体傾斜システム等の技術的な問題が多発し、挙句車体傾斜システムの重大なトラブルが引き金となって脱線事故を引き起こす事態を招いたため、殆どまともに走ることが出来ず、後続の量産型のAPT-S計画は中止され、イギリス国鉄もAPT自体の開発を公式に白紙撤回した。
その後はほとんどが廃車になったものの、次世代機関車開発のため一部の車両が数年間残され、各種の試験が行われた。またクルーの鉄道博物館に制御車・動力車を含む6両が、シルドンのイギリス国立鉄道博物館に動力車が1両保存されている。
後に、東海岸本線のインターシティ225に車体デザインと技術が活用された。また、本形式の車体傾斜関連技術はイタリアのフィアットに売却され、ペンドリーノの車体傾斜装置の改良に使用され、間接的に世界中に普及することとなった。このペンドリーノの技術は西海岸本線の390形電車（ペンドリーノ・ブリタニコ）でも採用された。